# Nivellea
Nivellea es un género monotípico perteneciente a la familia de las asteráceas. Su única especie: Nivellea nivellei, es originaria del Norte de África donde se distribuye por Marruecos.

## Taxonomía
Nivellea nivellei fue descrita por (Braun-Blanq. & Maire) B.H.Wilcox, K.Bremer & Humphries y publicado en Bulletin of the Natural History Museum, London (Botany) 23(2): 140. 1993.
Sinonimia
- Chrysanthemum nivellei Braun-Blanq. & Maire	[4]